# Atletika na Letních olympijských hrách 1992 – 800 metrů ženy
Běh na 800 metrů žen na Letních olympijských hrách 1992 se uskutečnil ve dnech 31. července – 3. srpna na Olympijském stadionu v Barceloně. Zlatou medaili získala nizozemská běžkyně Ellen van Langenová, stříbrnou jeho Lilija Nurutdinovová reprezentující Společenství nezávislých států a bronz Kubánka Ana Fidelia Quirotová.

## Výsledky finálového běhu
| *                | jméno                 | země                   | čas     |
| ---------------- | --------------------- | ---------------------- | ------- |
| Zlatá medaile    | Ellen van Langenová   | Nizozemsko             | 1:55,54 |
| Stříbrná medaile | Lilija Nurutdinovová  | Sjednocený tým         | 1:55,99 |
| Bronzová medaile | Ana Fidelia Quirotová | Kuba                   | 1:56,80 |
| 4                | Inna Jevsejevová      | Sjednocený tým         | 1:57,20 |
| 5                | Maria Mutolaová       | Mosambik               | 1:57,49 |
| 6                | Ella Kovacsová        | Rumunsko               | 1:57,95 |
| 7                | Joetta Clarková       | Spojené státy americké | 1:58,06 |
| 8                | Ljubov Gurinová       | Sjednocený tým         | 1:58,13 |